# Ивановка (Фалештский район)
Ивановка (рум. Ivanovca) — село в Фалештском районе Молдавии. Наряду с сёлами Натальевка, Белеуцы, Комаровка, Поповка и Цапок входит в состав коммуны Натальевка.

## География
Село расположено на высоте 174 метров над уровнем моря.

## Население
По данным переписи населения 2004 года, в селе Ивановка проживает 19 человек (10 мужчин, 9 женщин).
Этнический состав села:
| Национальность | Число жителей | Процентный состав |
| -------------- | ------------- | ----------------- |
| русские        | 14            | 73.68             |
| украинцы       | 5             | 26.32             |
| Всего          | 19            | 100%              |